# فابیان شواگوویچ
فابیان شواگوویچ (انگلیسی: Fabijan Šovagović؛ ۴ ژانویهٔ ۱۹۳۲ – ۱ ژانویهٔ ۲۰۰۱) هنرپیشه اهل کرواسی بود.
از فیلم‌ها یا برنامه‌های تلویزیونی که وی در آن نقش داشته‌است می‌توان به مرشد و مارگاریتا، دست‌بند، خانه، و روزنامه‌نگار اشاره کرد.